# Akdağmadeni (district)

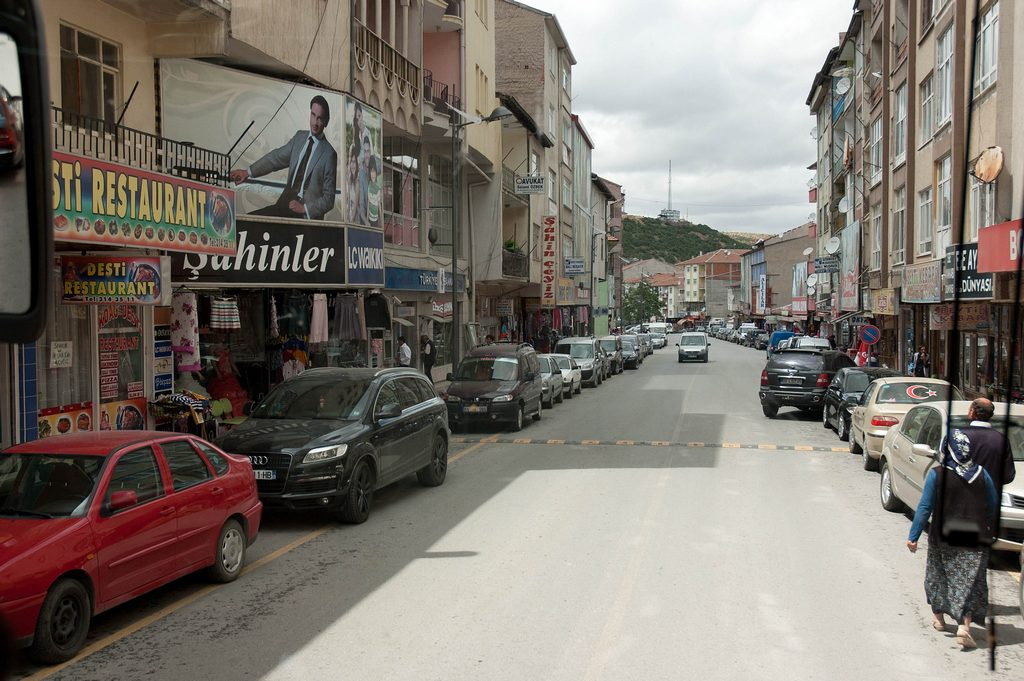
A view of Akdağmadeni

Akdağmadeni is een Turks district in de provincie Yozgat en telt 54.530 inwoners (2007). Het district heeft een oppervlakte van 1849,0 km². Hoofdplaats is Akdağmadeni.
De bevolkingsontwikkeling van het district is weergegeven in onderstaande tabel.
| 1997   | 2000   | 2007   |
| ------ | ------ | ------ |
| 56.891 | 61.373 | 54.530 |